# Bánh gấu Koala

Bánh gấu Koala

Bánh gấu Koala's March (tiếng Nhật: コアラのマーチ, đã Latinh hoá: Koara no Māchi) là một sản phẩm bánh ngọt nhỏ hình gấu được sản xuất bởi tập đoàn Lotte. Ra mắt lần đầu tiên tại Nhật Bản từ tháng 3 năm 1984 và được ra mắt tại Hoa Kỳ vào tháng 5 năm 1990 với tên gọi "Koala Yummies". Có mặt tại thị trường Việt Nam vào tháng 11 năm 2008 và được người tiêu dùng, đặc biệt các bạn trẻ nhỏ ưa chuộng.
Koala's March là bánh quy nhập khẩu chất lượng cao với vị ngon của nhân sô-cô-la, dâu và sữa đậm đà bên trong và vị giòn tan của vỏ bánh bên ngoài. Các hương vị khác gồm có mật ong, vani, cà phê latte, chuối đông lạnh. Dâu tây và sô-cô-la là hai hương vị phổ biến nhất ở Hoa Kỳ, cùng với sô-cô-la trắng và bánh quy sô-cô-la chứa đầy matcha. Koala's March cũng có hương dứa nhưng hiếm hơn so với các hương khác.Bề mặt bánh được in hình những chú gấu Koala với hình dáng dễ thương, ngộ nghĩnh,có đến 125 kiểu dáng khác nhau. Hộp bánh có hình lục giác ấn tượng. Koala's March còn hỗ trợ nhóm bảo tồn Quỹ Koala Úc.
Sản phẩm bánh gấu Koala's March tại Việt Nam được đóng gói thành 3 kích cỡ chính:
- Gói nhỏ: 19.5 g
- Hộp lục giác: 41 g
- Hộp lục giác "Gia đình": 195 g